# Мецојузо
Мецојузо (итал. Mezzojuso) је насеље у Италији у округу Палермо, региону Сицилија.
Према процени из 2011. у насељу је живело 2624 становника. Насеље се налази на надморској висини од 543 м.

## Становништво
Према резултатима пописа становништва 2011. у општини је живело 3.020 становника.
| 1931. | 1936. | 1951. | 1961. | 1971. | 1981. | 1991. | 2001. | 2011. |
| ----- | ----- | ----- | ----- | ----- | ----- | ----- | ----- | ----- |
| 4.317 | 4.469 | 4.938 | 4.565 | 3.464 | 3.127 | 3.213 | 3.058 | 3.020 |